# Alan Mullery
Alan Mullery (Notting Hill, 1941. november 23. –) válogatott angol labdarúgó, edző.
Az angol válogatott tagjaként részt vett az 1968-as Európa-bajnokságon és az 1970-es világbajnokságon.

## Pályafutása

### A válogatottban
1964 és 1971 között 35 alkalommal szerepelt az angol válogatottban és egy gólt szerzett. Tagja volt az 1968-as Európa-bajnokságon bronzérmet szerző csapatnak.

## Sikerei, díjai
Tottenham Hotspur
- Angol kupa (1): 1967
- Angol ligakupa (1): 1971
- UEFA-kupa (1): 1971–72

Anglia
- Európa-bajnoki bronzérmes (1): 1968

Egyéni
- Az év labdarúgója (FWA) (1): 1975